# Vesperus fuentei
Vesperus fuentei es una especie de insecto coleóptero de la familia Vesperidae. Estos longicornios se distribuyen por el paleártico: España peninsular, Baleares y el norte del Magreb.
V. fuentei mide entre 12 y 25 mm, estando activos los adultos desde julio hasta octubre.